# Kościół Matki Bożej Królowej Różańca Świętego w Niedźwiedziu
Kościół Matki Bożej Królowej Różańca Świętego – murowana świątynia rzymskokatolicka w miejscowości Niedźwiedź, pełniąca funkcję kościoła parafialnego tutejszej parafii pw. św. Sebastiana.

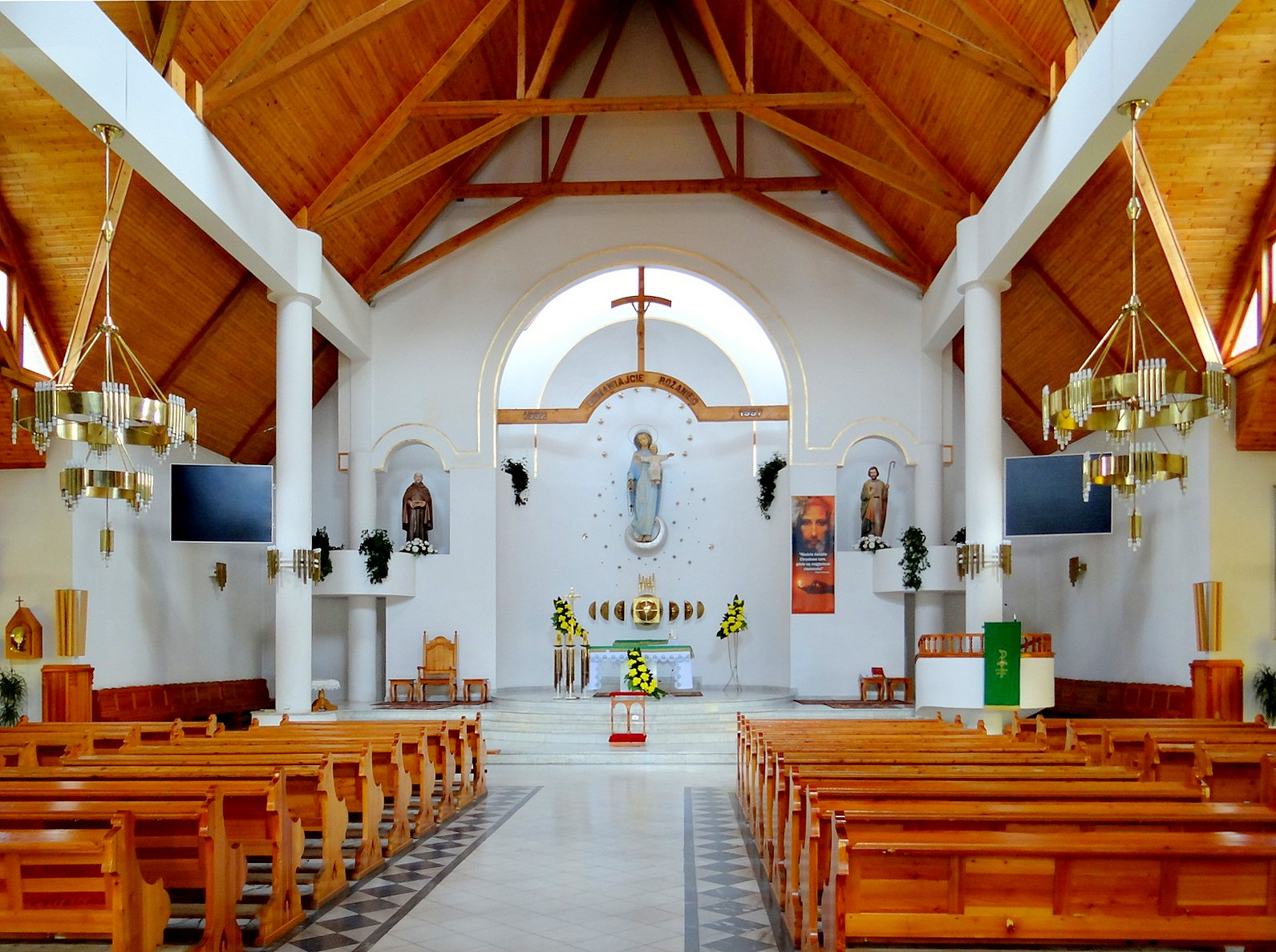
Wnętrze kościoła

## Historia
Kościół Matki Bożej Różańcowej został wybudowany po tym, jak w pożarze 6 czerwca 1992 spłonął zabytkowy kościół św. Sebastiana. Ze starej świątyni pochodzi kamień węgielny pod nową, a na pogorzelisku obecnie znajduje się kaplica św. Sebastiana. Budowę rozpoczęto 14 kwietnia 1993 według projektu Michała Kuczmińskiego, a już 7 grudnia 1997 kardynał Franciszek Macharski poświęcił kościół.

## Opis
Kościół w Niedźwiedziu jest przykładem adaptacji cech stylu góralskiego do architektury nowoczesnej. Wieńczy go stromy dach, nad którym górują dwie wieże.
Wnętrze jest proste i eleganckie - białe ściany stanowią doskonałe tło dla drewnianych elementów wyposażenia. 
Nad prezbiterium znajduje się belka tęczowa, a na niej krucyfiks, napis "Odmawiajcie różaniec" oraz dwie ważne dla parafii daty: 1992 (pożar starego kościoła) i 1997 (poświęcenie nowego kościoła). Na ścianach wiszą stacje drogi krzyżowej, wyrzeźbione przez Zdzisława i Bogusława Kościelniaków.
W ołtarzu głównym umieszczono wykonaną przez Jana i Janusza Wątorów figurę Matki Bożej Królowej Różańca Świętego. Pod figurą znajduje się pozłacane tabernakulum. W kościele znajdują się jeszcze dwa ołtarze boczne:
- ołtarz św. Sebastiana - z figurą patrona parafii autorstwa Roberta Szpaka;
- ołtarz Jezusa Miłosiernego - z obrazem Jezu, Ufam Tobie.

1. Piotr Skoczek: Parafie Ziemi Limanowskiej. Proszówki: Prowincjonalna Oficyna Wydawnicza, 2009, s. 277-282. ISBN 978-83-88383-43-4.